# 40 км (колійний пост)
34 кіломе́тр — залізничний колійний пост Знам'янської дирекції Одеської залізниці.
Розташований між селами Павлогірківка та Трудолюбівка Бобринецький район Кіровоградської області на лінії Висоцьке — Тимкове між станціями Кропивницька (24 км) та Осикувата (7 км).
Станом на січень 2020 року щодня дві пари дизель-потягів прямують за напрямком Знам'янка/Долинська — Помічна, проте не зупиняються.